# Badminton bei den Mittelmeerspielen 2013/Damendoppel
Bei den Mittelmeerspielen 2013 wurden im Badminton vom 25. bis zum 30. Juni in Mersin vier Wettbewerbe ausgetragen. Folgend die Ergebnisse im Damendoppel.